# FlatOut Stuntman
FlatOut Stuntman es un videojuego de simulación de pelele desarrollado y publicado por Team6 Game Studios para Android. Es un juego derivado de la serie FlatOut.

## Jugabilidad
FlatOut Stuntman es un juego dentro de la franquicia de videojuegos de coches FlatOut, en el que el objetivo es lanzar al conductor del vehículo que se conduce a través de la luna del coche, para que llegue lo más lejos posible.
Hay un buen número de personajes y vehículos diferentes. En total, más de 20 coches de todo tipo y más de 20 personajes entre hombres, mujeres, robots, gente disfrazada, etc. Eso sí, no todos vendrán desbloqueados desde el principio, sino que se tienen que comprar aparte.
El juego cuenta con más de 40 localizaciones diferentes en las que lanzar disparados a los desgraciados conductores. En todas ellas el objetivo normalmente será llegar lo más lejos posible o, dependiendo de la prueba, tirar una serie de bolos gigantes o acertar con el personaje en el centro de una diana.